# Ablação

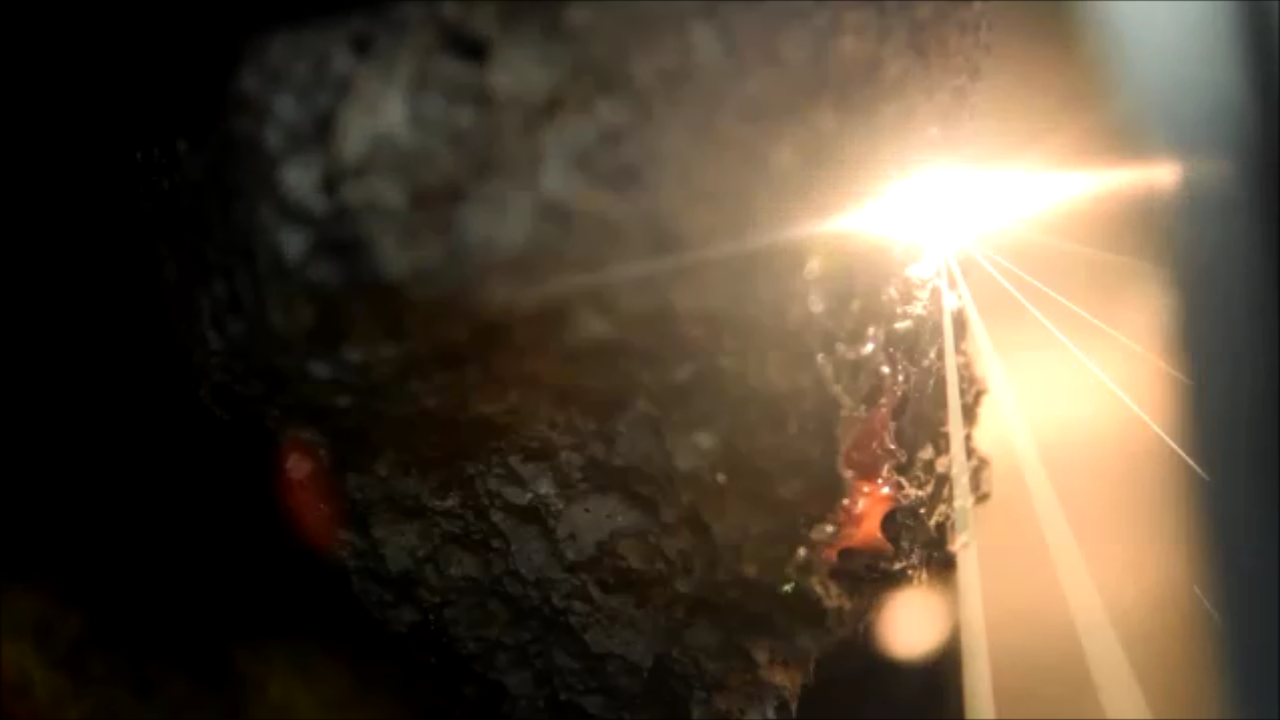
Fotoablação com pulsos de laser em um modelo de asteroide

Ablação é a remoção, vaporização, lascamento ou destruição por outros processos erosivos. Esse termo técnico é usado em astrofísica, biologia genética, cirurgia, engenharia e geologia para descrever fenômenos muito diferentes: Danos a espaçonave na reentrada atmosférica, deleção de genes, cirurgia a laser, tinta com anti-incrustantes, capas de proteção contra fogo e erosão durante glaciação.

## Biologia
Ablação biológica é a remoção de uma estrutura ou funcionalidade biológica. Essa ablação pode ser feita com silenciamento genético, no qual a expressão dos genes é abolida através da alteração ou exclusão das informações da sequência genética. Na ablação celular, células individuais em uma população ou cultura são destruídas ou removidas. Ambos podem ser usados como ferramentas experimentais, em experimentos sobre perda de alguma função ou do impacto de remover genes patológicos.

## Medicina
Ablação cirúrgica é a remoção de uma parte do tecido biológico, geralmente de um tumor. A ablação da superfície da pele (dermoabrasão, também chamada de recapeamento porque induz a regeneração da pele) pode ser realizada por produtos químicos (quimioablação), por lasers (fotoablação), por congelamento (crioablação) ou por eletricidade (fulguração). 
Pode ser feita para remover manchas na pele e rugas, rejuvenescendo-a. A ablação de superfície também é empregada em otorrinolaringologia para vários tipos de cirurgia, como para corrigir desvio de septo nasal. A fotoablação muito usada pelos oftalmologistas em cirurgias na córnea. A terapia de ablação usando ondas de radiofrequência no coração é usada para curar uma variedade de arritmias cardíacas, como taquicardia supraventricular, Síndrome de Wolff-Parkinson-White (WPW), taquicardia ventricular e fibrilação atrial sintomática. No transplante de medula óssea a medula óssea doente do receptor pode ser removida com quimioablação. A fotoablação pode ser usada para remover um câncer, mas a densidade ou fluência de potência do laser deve ser alta, caso contrário ocorre a termocoagulação do tecido atingido. 